# آن-الن اسکلبراید
آن-الن اسکلبراید (انگلیسی: Ann-Elen Skjelbreid؛ زادهٔ ۱۳ سپتامبر ۱۹۷۱) ورزشکار دوگانه اهل نروژ است.